# Hynčice
Hynčice (pronunciado en checo como [ɦɪntʃɪtsɛ] y llamado en alemán Heinzendorf bei Odrau) es un pueblo de la República Checa.
Pertenece administrativamente al municipio de Vražné, ubicado a unos 7 km al oeste de Nový Jičín (Neutitschein), en la Silesia Checa. Según el censo de 2001 había 58 casas y la población era de 232 habitantes.
El pueblo es especialmente conocido por ser el lugar de nacimiento de Gregor Mendel, cuando se le conocía con el topónimo de Heinzendorf.